# Chasseneuil-sur-Bonnieure
Chasseneuil-sur-Bonnieure is een gemeente in het Franse departement Charente (regio Nouvelle-Aquitaine). De plaats maakt deel uit van het arrondissement Confolens. Chasseneuil-sur-Bonnieure telde op 1 januari 2022 3.103 inwoners. In de gemeente ligt spoorwegstation Chasseneuil-sur-Bonnieure.

## Geografie
De oppervlakte van Chasseneuil-sur-Bonnieure bedroeg op 1 januari 2022 33,34 vierkante kilometer; de bevolkingsdichtheid was toen 93,1 inwoners per km².
De onderstaande kaart toont de ligging van Chasseneuil-sur-Bonnieure met de belangrijkste infrastructuur en aangrenzende gemeenten.

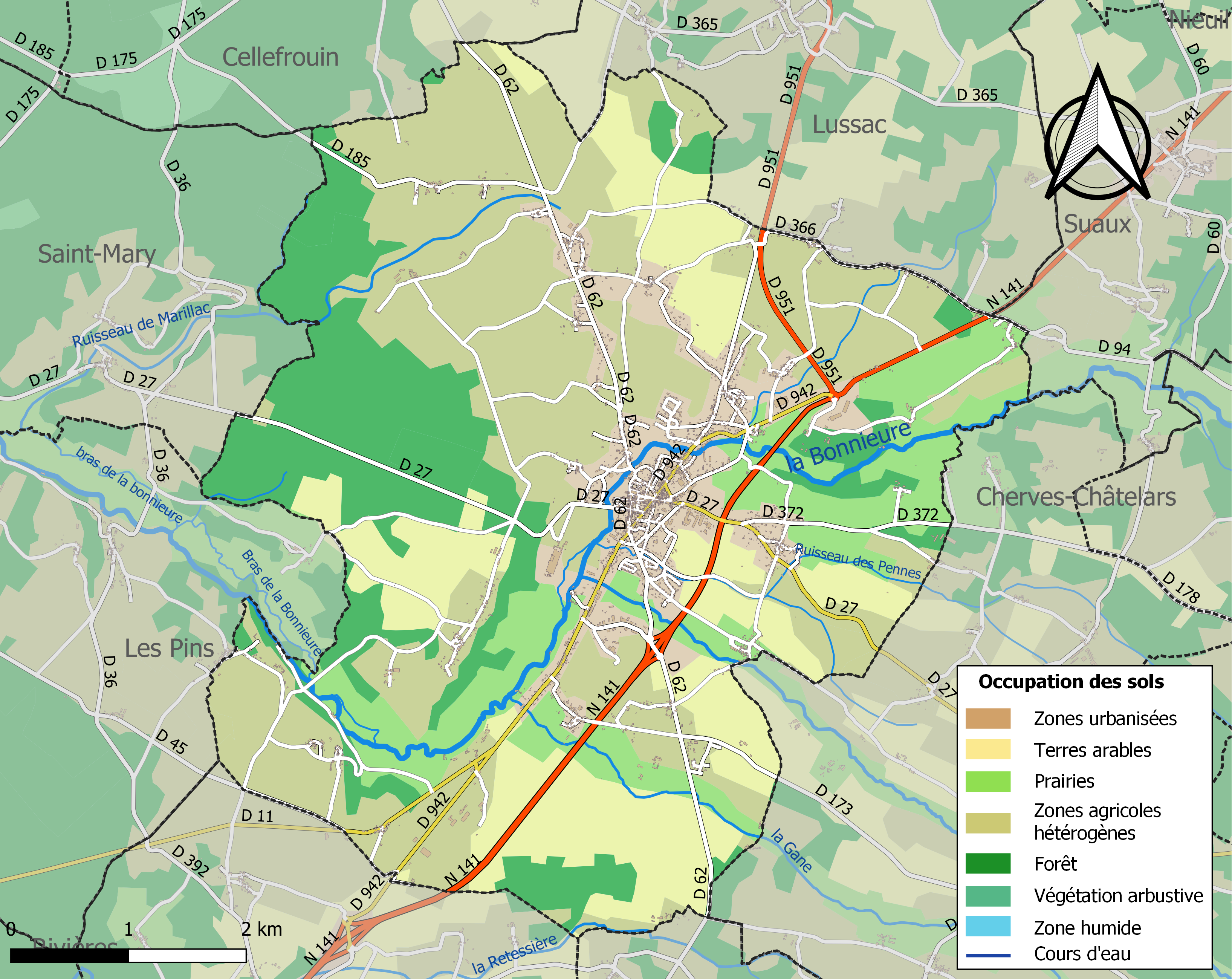

## Demografie
Onderstaande figuur toont het verloop van het inwonertal (bron: INSEE-tellingen).